# René Pavard
René Daniel Pavard (* 3. Oktober 1934 in Épinay-sur-Orge; † 16. Juni 2012 in Le Vaudoué) war ein französischer Radrennfahrer und nationaler Meister im Radsport.

## Sportliche Laufbahn
Pavard war im Straßenradsport aktiv. 1956 und 1957 gewann er die nationale Meisterschaft im Mannschaftszeitfahren. Er siegte in den Eintagesrennen Paris–Pacy 1956, Paris–Mantes 1957 und Circuit des Monts du Livradois 1958. Bei den Straßenradsport-Weltmeisterschaften 1955 startete er in der französischen Nationalmannschaft im Rennen der Amateure und wurde 11. des Rennens. Er war damit bester Franzose. 1956 wurde er Zweiter im Amateurrennen von Gent–Wevelgem (Gent–Wevelgem / Kattekoers–Ieper).
1958 wurde er Unabhängiger, 1959 Berufsfahrer. Pavard blieb bis 1962 als Radprofi aktiv. 1959 gewann er das Rennen Polymultipliée, 1960 eine Etappe in der Tour de l’Ariege, 1961 die Tour de Haute-Loire.
Zweiter wurde er im Circuit d’Aquitaine und im Grand Prix d’Espéraza 1959 sowie bei Bern–Genf 1960. Dritter wurde er in Tour du Sud-Est 1959 und im Boucles de la Seine-Saint-Denis 1960.
Pavard bestritt alle Grand Tours.

## Grand-Tour-Platzierungen
| Grand Tour            | 1958 | 1959 | 1960 |
| --------------------- | ---- | ---- | ---- |
| Vuelta a EspañaVuelta | 32   | –    | –    |
| Giro d’ItaliaGiro     | –    | 37   | –    |
| Tour de FranceTour    | –    | DNF  | 19   |